# Ixorida taruna
Ixorida taruna är en skalbaggsart som beskrevs av Jan Krikken 1979. Ixorida taruna ingår i släktet Ixorida och familjen Cetoniidae. Inga underarter finns listade i Catalogue of Life.